# Sky Bridge 721
Sky Bridge 721 (překládáno jako Nebeský most 721) je visutá lávka v masivu Králického Sněžníku v části Velká Morava obce Dolní Morava v okrese Ústí nad Orlicí v Pardubickém kraji. Vede od chaty Slaměnka ve Velké Moravě v sedle pod vrchem Slamník přes Mlýnské údolí s Mlýnským potokem na hřeben Chlumu. Lávka je v provozu od 13. května 2022, a to jednosměrně jako atrakce za vstupné ve stovkách korun na osobu a na základě rezervace.
Jednalo se (do roku 2025) o nejdelší visutý most na světě pro pěší. Americký časopis Time ho v roce 2022 zařadil mezi 50 nejlepších míst světa.

## Historie
Do územního plánu obce zastupitelstvo lávku schválilo v roce 2015. Starosta Richard Novák v listopadu 2021 uvedl, že dnes by se obec k takové věci stavěla jinak a s daleko větší opatrností. Webová stránka Zprávy z Moravy uvádí, že nejmenovaným kritikům a nejmenovaným odborníkům na životní prostředí lávka (stejně jako nedaleká Stezka v oblacích) vadila jako nevratný zásah do krajiny a že místním obyvatelům vadí zátěž způsobená jednodenními výletníky.
Investorem lávky jsou majitelé horského resortu Dolní Morava, lávku vyprojektovala a postavila společnost Taros Nova. Vybudování mostu stálo podle Libora Knota, ředitele Asociace horských středisek, 200 milionů Kč. Slavnostní otevření lávky bylo ohlášeno na pátek 13. května 2022 10.00 hodin, novináři byli na lávku vpuštěni už 9. května 2022.

## Provoz a vstupné
Provoz na lávce po otevření nemá být volný, ale regulovaný, použití lávky je možné si předem on-line rezervovat do časových slotů. Ředitel horského střediska Sněžník o lávce hovořil jako o atrakci, nezmínil však, zda vstup bude zpoplatněn a jakou cenou. Na webu horského střediska Dolní Morava lze rezervaci získat pouze formou nákupu vstupenek, buď spolu s jednosměrným nebo obousměrným jízdným na lanovku, nebo i se vstupným na Stezku v oblacích, nebo i se vstupenkou na bobovou dráhu, nebo samostatně. Samostatné vstupné na lávku bez lanovky a dalších atrakcí je v prvních týdnech provozu 350 Kč pro dospělého nebo 245 Kč pro děti od 3 do 15 let. 
Most je jednosměrný (v zimní sezóně je obousměrný) a orientační časové sloty jsou půlhodinové, první vždy od 10.00 a poslední od 16.00, pro každý půlhodinový slot je nabízeno 200 míst. Obsluha bude na lávku pouštět nejvýše 500 osob v jeden okamžik, v prvních čtrnácti dnech jen polovinu. Lávka má být otevřena celoročně. Při překročení síly větru 72 km/h nebo při silné námraze se lávka zavírá. Společnost Sněžník před otevřením lávky předpokládala návštěvnost 200 tisíc lidí ročně.

## Popis
Délka lávky je 721 m. V době svého otevření v květnu 2022 byla uváděna jako nejdelší visutý most na světě či jako nejdelší visutý most pro pěší. Předchozí rekord v délce visutého mostu pro pěší (516 m) držel most Arouca 516 v Portugalsku.
Výška lávky nad dnem údolí je 95 metrů, nadmořská výška 1110–1116 metrů nebo 1125–1135 metrů. Šířka chodníku na lávce je 1,2 metru. Výška zábradlí je 1,2 metru.
Lávku tvoří 6 hlavních nosných lan o tažné síle po 3,6 MN a 60 větrných lan různého průměru. Lávku tvoří 1030 krychlových metrů betonu, lana o celkové hmotnosti 158 tun a 20 tun pomocných konstrukcí. Hlavní lano má průměr 76 milimetrů. Celková hmotnost lávky je 405 tun. Výška pylonů na koncích lávky je 11,4 metru.
Z celkových nákladů ve výši 200 milionů korun bylo 88 milionů korun pokryto dotacemi z Evropské unie prostřednictvím programu Interreg V-A Česká republika - Polsko. Zbytek financování pocházel ze soukromých investic společnosti Sněžník a.s. a případných dalších státních nebo regionálních dotací a půjček.
| Parametr                                        | Popis                             |
| ----------------------------------------------- | --------------------------------- |
| Délka mostu                                     | 721 m                             |
| Výška nad zemí v nejvyšším bodě                 | 95 m                              |
| Nadmořská výška mostu                           | 1 135 m                           |
| Počet hlavních nosných lan mostu                | 6                                 |
| Přípustná tažná síla jednoho nosného lana mostu | ekvivalent 360 tun tj. cca 353 MN |
| Počet větrných lan mostu                        | 60                                |
| Šířka chodníku mostu                            | 1,2 m                             |
| Doba stavby mostu                               | 2 roky                            |
| Otevření mostu                                  | květen 2022                       |

## Kontext místa
Na most je napojena naučná stezka Most času s prvky rozšířené reality. Na západní straně lávka navazuje na horský resort Dolní Morava s množstvím dalších turistických atrakcí. Poblíž chaty Slaměnka je horní stanice sedačkové lanové dráhy Sněžník a souběžného lyžařského vleku, které vedou od turistického centra Dolní Moravy, stejným směrem vede zpět dolů mamutí kolejová bobová dráha. Na hřebeni poblíž chaty Slaměnka se u restaurace Skalka nachází Stezka v oblacích, na svazích hřebene je několik cyklotrailových tras i síť značených turistických cyklotras, údolím a hřebeny se klikatí modře značená pěší turistická trasa. Všechny tyto atrakce včetně lávky se nacházejí mimo národní přírodní rezervaci Králický Sněžník, která začíná až severněji, spadají však do přírodního parku Králický Sněžník.  

## Galerie

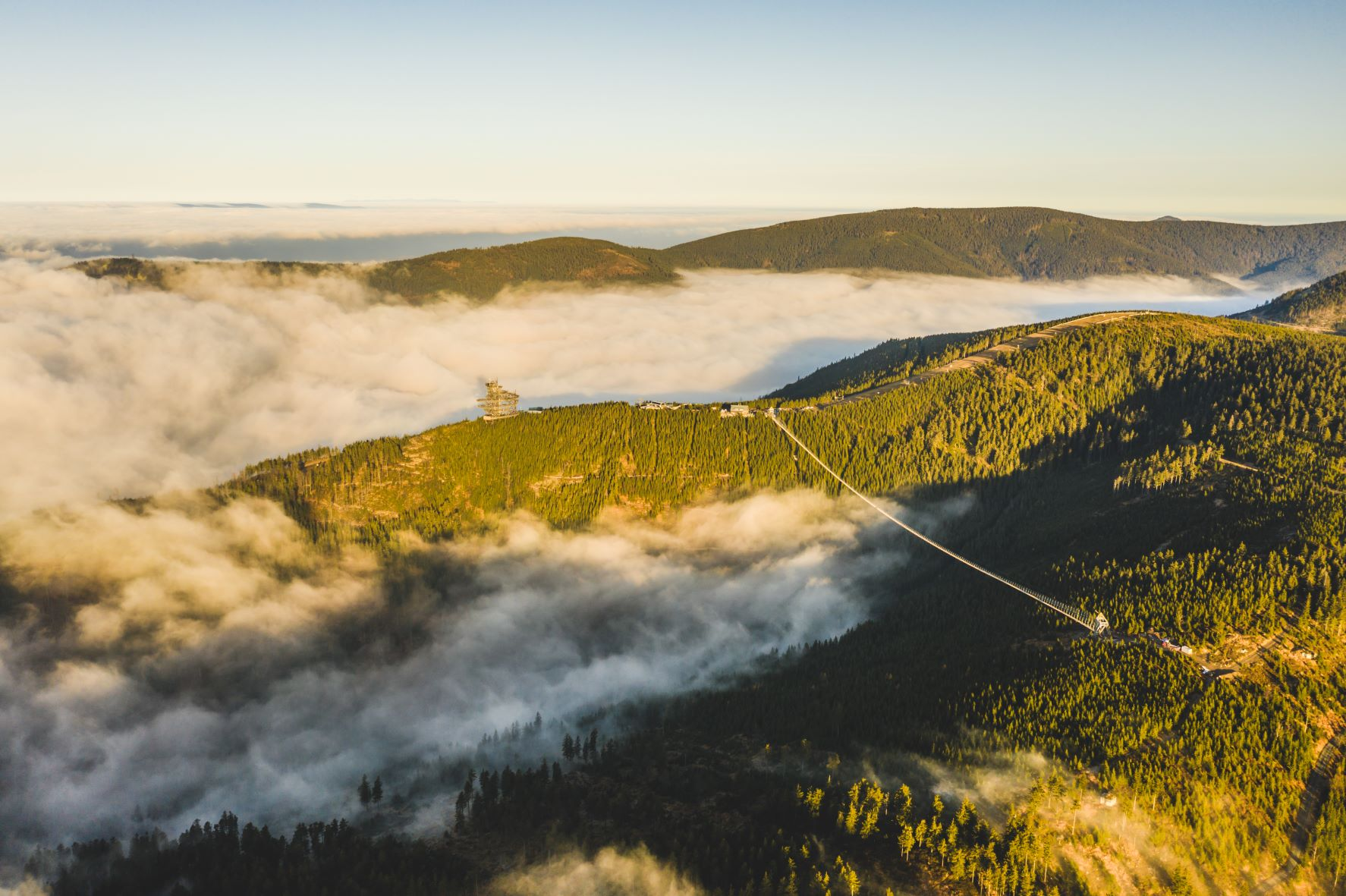
Celkový pohled na most